# Голяченко Олександр Макарович
Олександр Макарович Голяченко (нар. 13 лютого 1940, с. Малі Горошки, нині у складі смт Хорошів, Житомирська область, Україна) — український вчений у галузі медицини, доктор медичних наук (1979), професор (1987).

## Життєпис
Олександр Макарович Голяченко народився 13 лютого 1940 року селі Малих Горошках Хорошівського району Житомирської області, Україна.

### Освіта
У 1957 р. закінчив Володарсько-Волинську середню школу із золотою медаллю та вступив до Вінницького медичного інституту. Закінчив інститут (нині національний університет) у 1963 році . За рекомендацією професора Л. Г. Лєкарєва, Олександр Голяченко навчався в аспірантурі Вінницького медичного інституту, після закінчення якої в 1967 р. захистив кандидатську дисертацію, присвячену історії розвитку лікарняної справи в Україні (1864—1964) та працював на кафедрі.
Від 1972 до 1977 року лікар-методист Калинівської ЦРЛ Вінницької області, тут створив науково-інформаційну лабораторію з питань організації та управління охорони здоров'я.
Від 1977 до 1983 року завідувач організаційно-методичного відділу Вінницької обласної лікарні.
У 1983 р. Голяченко організовує в інституті курс удосконалення медичних статистиків України.
Від 1983—2003  — завідувач кафедри соціальної гігієни та організації охорони здоров'я Тернопільського медичного інституту (нині університет).

## Наукова діяльність
У 1967 році захистив кандидатську дисертацію на тему «Історія розвитку лікарської справи УРСР (1864—1964)», у 1979 — докторську дисертацію на тему «Соціально-гігієнічні умови забезпечення доступної лікарняної допомоги сільській людності».
Наукові інтереси:
- Реформа охорони здоров'я в Україні.
- Переваги загальної диспансеризації сільського населення.
- Історія української медицини.
- Нові підходи до економіки української охорони здоров'я.
- Математичне моделювання процесів управління охороною здоров'я.

## Доробок
Автор понад 200 наукових і навчально-методичних праць, підручників та 21 монографії, зокрема наступні:
- «Соціальна медицина та організація охорони здоров'я» (1993),
- «Економіка Української здоровоохорони» (1996),
- «Соціальна медицина, організація та економіка охорони здоров'я» (1997) та інших.

Співавтор перших у незалежній Україні 3 підручників із соціальної медицини та історії медицини. У 1997 р. О. Голяченко разом із Міністром охорони здоров’я А. Сердюком та начальником управління охорони здоров’я О. Приходським публікує перший український підручник із соціальної медицини, організації та економіки охорони здоров’я.
На 2002 р. припадає знайомство О.М. Голяченка із видатним українським істориком медицини Я. Ганіткевичем. Результатом їхньої співпраці став вихід першого українського підручника з історії медицини у 2004 р.
Упорядник збірника «Лікарі Тернопільщини: Хронологія імен та фактів» (1996).